# Le Bosc, Ariège
Le Bosc är en kommun i departementet Ariège i regionen Occitanien i södra Frankrike. Kommunen ligger  i kantonen Foix-Rural som ligger i arrondissementet Foix. År 2022 hade Le Bosc 114 invånare.

## Befolkningsutveckling
Antalet invånare i kommunen Le Bosc
Referens: INSEE